# Desa Tanjungrasa (administrativ by i Indonesien, lat -6,58, long 107,13)
Desa Tanjungrasa är en administrativ by i Indonesien.   Den ligger i provinsen Jawa Barat, i den västra delen av landet, 50 km sydost om huvudstaden Jakarta.